# Apiogaster opacum
Apiogaster opacum là một loài bọ cánh cứng trong họ Cerambycidae.